# Midtown Madness 3
Midtown Madness 3 is een racespel voor de Xbox uit 2003. Het is het derde deel in de Midtown Madness-serie. Het spel is ontwikkeld door Digital Illusions CE en uitgegeven door Microsoft Game Studios.

## Spel
In het spel rijdt de speler in een open wereld door Parijs of Washington. Het speloppervlak is hierbij aanzienlijk vergroot dan in de voorgaande spellen. In de singleplayer-modus kan de speler vrij rondrijden, of deelnemen aan races en missies. Het spel kent realistische weergaven van verkeersdrukte, tijdstip op de dag en seizoenen.
Er zijn twee spelmodi waar de speler uit kan kiezen:
- Checkpoint Races: hierbij moet de speler langs een aantal controlepunten rijden en daarbij als eerste de finishlijn behalen om de race te winnen.
- Work Undercover: hierbij werkt de speler als taxichauffeur, beveiliger, ambulancechauffeur of speciaal agent, en moet hierbij speciale doelen zien te volbrengen.

## Ontvangst
Midtown Madness 3 werd positief ontvangen in recensies. Het spel heeft op aggregatiewebsites GameRankings een score van 80% en op Metacritic een score van 76.

## Trivia
- Het spel is opgenomen in het boek 1001 Video Games You Must Play Before You Die van Tony Mott.